# Хмельник (Мазовецьке воєводство)
Хмельник (пол. Chmielnik) — село в Польщі, у гміні Сабне Соколовського повіту Мазовецького воєводства.
Населення — 52 особи (2011).
У 1975-1998 роках село належало до Седлецького воєводства.

## Демографія
Демографічна структура станом на 31 березня 2011 року:
|          | Загалом | Допрацездатний вік | Працездатний вік | Постпрацездатний вік |
| -------- | ------- | ------------------ | ---------------- | -------------------- |
| Чоловіки | 26      | 8                  | 14               | 4                    |
| Жінки    | 26      | 8                  | 14               | 4                    |
| Разом    | 52      | 16                 | 28               | 8                    |